# Daoistische Meditation
Daoistische Meditation bezeichnet Meditationstechniken und Visualisierungstechniken innerhalb des Daoismus. Psychologisch gesehen kann man zwei Typen von Meditation feststellen: die konzentrative Meditation und die nach innen gerichtete Meditation. Meditation wird verstanden als die gerichtete Aufmerksamkeit des Geistes auf ein oder mehrere Objekte. Konzentration auf ein Objekt meint die Fokussierung des Geistes auf dieses, während Innenschau einen offenen, beobachtenden Geist in Bezug auf das eigene Dasein erfordert.
Im Daoismus gibt es sowohl konzentrative als auch nach innen gerichtete Meditationsarten, wobei die im Daoismus verbreiteten Visualisierungen eine Mischung beider Typen darstellen. Hier werden zunächst Gottheiten oder himmlische Mächte nach schriftlichen oder bildlichen Vorlagen visualisiert, danach wird mit den Mächten interagiert, in dem Sinne, dass der Adept sich durch Innenschau ihren Einflüssen öffnet.
Die daoistische Meditation ist eng verbunden mit der daoistischen Mystik.
Verschiedene Meditationsformen im Daoismus zeigen einen Zusammenhang mit verschiedenen Traditionen: Konzentration (定, Ding) und Schützen (des Einen) (守, Shou, 守 一, Shouyi) sind mit dem Daodejing, der chinesischen Alchemie und Langlebigkeitstechniken verbunden. Beobachtung (觀, Guan, 內 觀 Neiguan) spielt im Daoismus seit der Zeit der Sechs Dynastien eine Rolle und wurde durch den Buddhismus stark beeinflusst. In diesen Meditationen geht es darum, ein leeres Bewusstsein und Einheit mit dem Dao zu erreichen. Im Shangqing und im Lingbao liegt der Schwerpunkt auf Visualisierungen (存, Cun, Verwirklichung).

## Geschichte
Die erste explizite Erwähnung von Meditation liegt im 2. Jahrhundert in Heshang Gongs Kommentar zum Daodejing vor. Dort wird erwähnt, man solle sich auf den Atem konzentrieren, um Harmonie mit dem Dao zu erreichen. In Taiping-jing-Fragmenten werden Visualisierungen von Farben in Bezug auf körperliche Energien und innere Organe erwähnt.
Im 3. Jahrhundert erschienen als Vorläufer des Shangqing Schriften über Visualisierungen, im frühen 4. Jahrhundert gibt Ge Hong im Baopuzi Anweisungen zu Visualisierungen innerer Gottheiten. Ab der Mitte des 4. Jahrhunderts entstanden dann die Shangqing-Schriften, vom Shangqing abstammende Meditationsformen wurden ab dem 5. Jahrhundert auch im Lingbao und bei den Himmelsmeistern ausgeführt.
Die Meditationsformen des Shangqing beziehen sich nicht nur auf Konzentration und die Visualisierung innerer Gottheiten, sondern es kommt zu Interaktionen mit den Göttern, es werden ekstatische Ausflüge zu den Sternen unternommen, die Himmel der Unsterblichen werden besucht, und es liegt eine Protoform der inneren Alchemie vor, in der innere Energie aktiviert wird.
Ab dem 5. Jahrhundert ist bereits ein Einfluss des Buddhismus zu erkennen, da in bestimmten Schriften die Beobachtung des Körpers, des Selbst und der Welt und ein leerer Geist (無 心, wuxin) gefordert werden. Es handelt sich hier um die ersten rudimentären Formen der Innenschau. Während des 6. und 7. Jahrhunderts erschienen dann verschiedene komplexere Modelle der nach innen gerichteten Meditation, die auf Einflüsse der buddhistischen Madhyamaka-Schule zurückzuführen sind. In dieser Zeit erschienen enzyklopädische Werke, die verschiedene komplexe Arten von Guan erläutern und eine Bandbreite an Meditationstechniken. Insbesondere wird hier der Einfluss der Zwei-Wahrheiten-Theorie der Madhyamaka deutlich, da die Beobachtung von Leerheit (vgl. Shunyata), teilweiser Leerheit und Dasein erläutert wird.
Ab dem 8. Jahrhundert, während der Tang-Dynastie, hatte die daoistische Meditation ihre Hochzeit. Berühmte Meister wie Sun Simiao und Sima Chengzhen schrieben in dieser Zeit detaillierte Werke, die davon handeln, durch Prozesse vielfältiger und systematischer Praktiken ein meditatives Bewusstsein zu entfalten. Das Ziel stellt hier das absolute Aufgehen im Dao und die Beobachtung der Welt durch Innenschau dar. Die Erlangung dieses Zustandes führt stufenweise von Konzentrationsübungen und Visualisierungen körperlicher Energien und himmlischer Gottheiten zum Dao. In dieser Zeit wurden auch viele devotionale Schriften verfasst, die mit dem vergöttlichten Laozi in Zusammenhang stehen und starke meditative Elemente enthalten. Solche Schriften wurden auch nach Ende der Tang-Dynastie weiter verfasst.
Während der Song-Zeit kamen neue Meditationstechniken hinzu, die der inneren Alchemie (Neidan) und meditative Praktiken, die sich auf Sterngottheiten beziehen. Neidan-Meditationspraktiken basieren auf Rhythmen des Yijing, nach denen Zirkulation und Verfeinerung innerer Energien vorgenommen werden. Bedeutende Sternengottheiten sind z. B. Doumu und Zhenwu. Auch hier spielen Visualisierungen eine wichtige Rolle, jedoch auch Konzentration und Innenschau, die zu einem unsterblichen Bewusstsein führen sollen.
Während der Ming-Zeit wurden die Neidan-Meditationstechniken stark mit dem Chan-Buddhismus verschmolzen. Auch eine Literatenschicht widmete sich nun verstärkt diesen Praktiken, sowohl des Daoismus als auch des Buddhismus, so dass dadurch ein zunehmender Einfluss auf den Konfuzianismus ausgeübt wurde.
Während der Qing-Zeit wurden das Taijiquan und andere physische Techniken als neue Meditationsformen entwickelt und es erschienen die ersten Schriften des Nüdan, innerer Alchemie für Frauen.
Ab dem 20. Jahrhundert liegt daoistische Meditation hauptsächlich im Qigong vor, in dem zwar noch Zirkulation von Energien wie in der inneren Alchemie ausgeführt wird, hauptsächlich jedoch konzentrative Methoden angewendet werden.